# Clematis vitalba

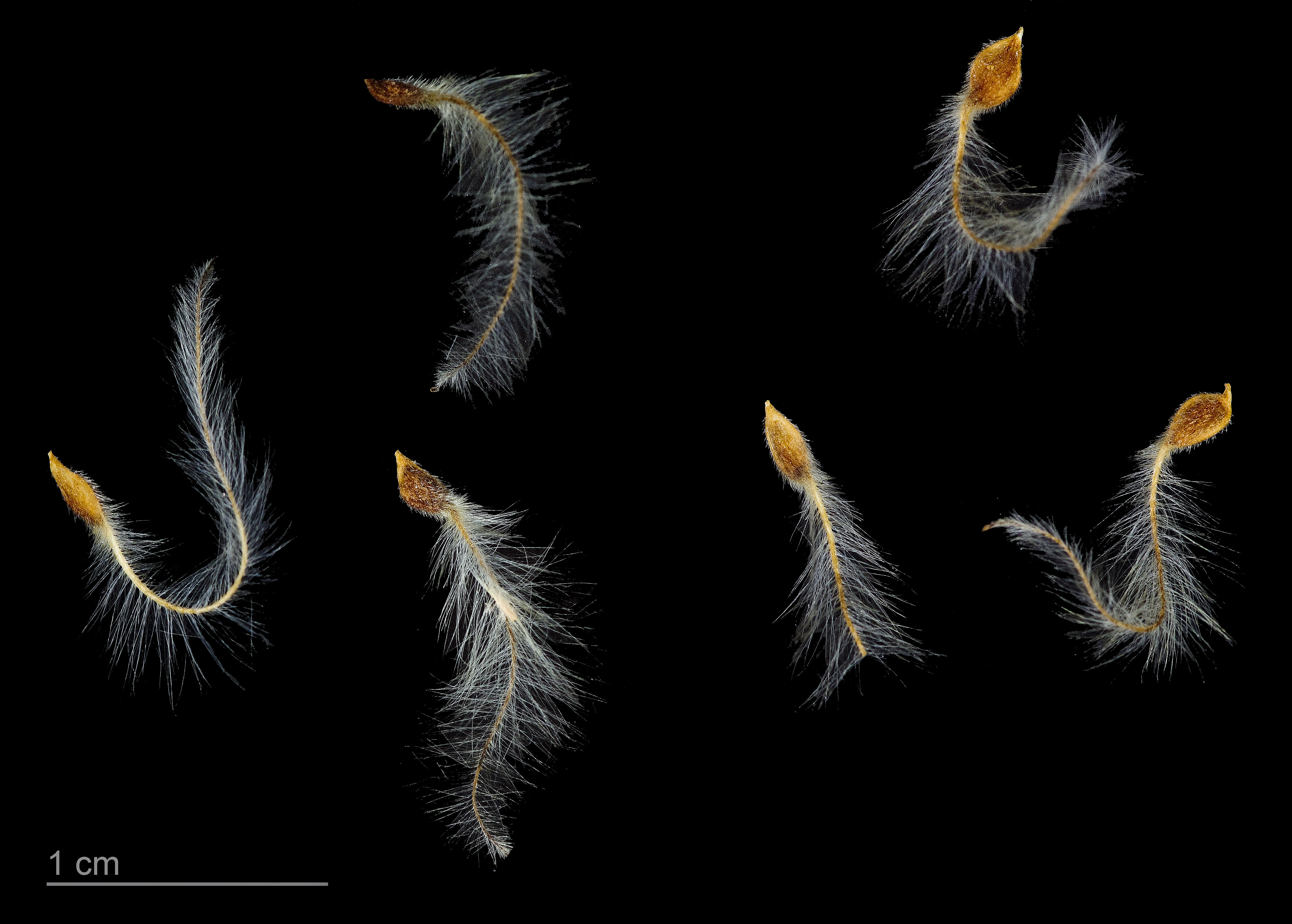
Clematis vitalba - MHNT

Clematis vitalba L., comummente denominada cipó-do-reino, é uma espécie de planta com flor, pertencente à família das Ranunculáceas e ao tipo fisionómico das microfanerófitas e das escandentes.

## Nomes comuns
Dá ainda pelos seguintes nomes comuns: vide-branca, vitalba, clematite (não confundir com a Clematis campaniflora, que consigo partilha este nome) e clematite-branca (também grafada clematide-branca).

## Descrição
Trepadeira de talos lenhosos, ramificados em vides ou sarmentos.
Folhas pinatífidas, de segmentos peciolados, com formatos ovais, cordados-ovados ou ovalo-lanceolados, crenuladas ou dentadas.
As flores agrupam-se em panículas, em ramadas velosas. O perianto exibe 4 a 7  tépalas de 10 a 15 centímetros, de formato obtuso e coloração variável entre o branco e o branco-esverdeado.
Os seus frutos são aquénios comprimidos, velosos, podendo chegar aos cinco centímetros e meio de comprimento.

## Distribuição
É natural de Europa Mediterrânea, Central e Ocidental.

### Portugal
Trata-se de uma espécie presente no território português, nomeadamente em Portugal Continental. Nomeadamente, em todas as zonas do Norte, em toda as zonas do Centro-Oeste; na zona do Centro-Norte; em todas as zonas do Centro-Sul .

### Ecologia
Privilegia os habitats de nemorais, mormente as florestas, os matorrais e as balças e, ocasionalmente, também entre as brechas de fragas e penedos. Também se dá junto à berma das estradas e dos caminhos (espécie ruderal) e de cursos de água (espécie ripícola). Prefere os terrenos calcários

## Propriedades

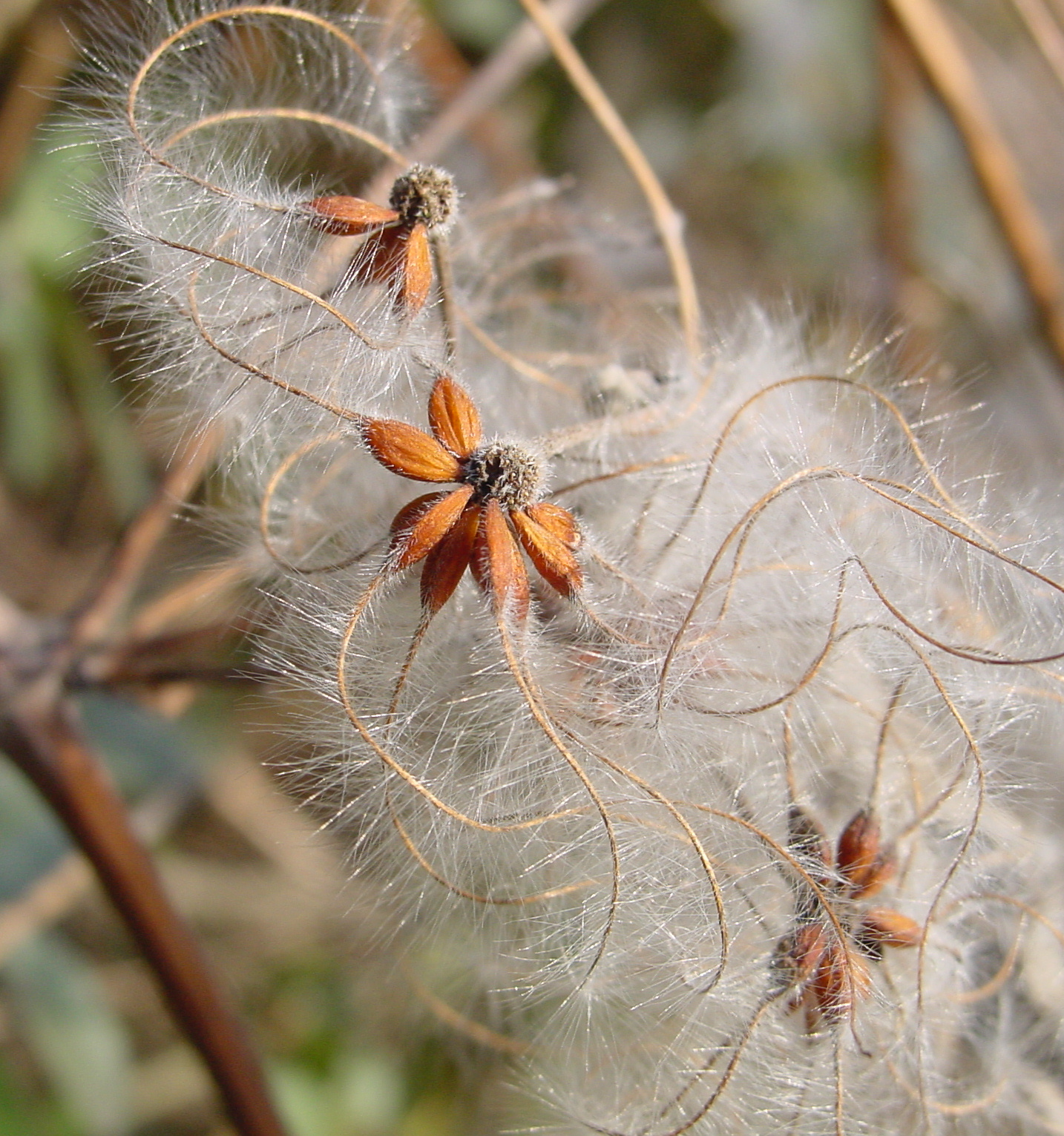
Aquénios do cipó-do-reino

### Toxicológicas
Todas as partes desta planta são tóxicas, se forem ingeridas frescas, podendo produzir gastroenterite, náuseas, lesões renais e até a morte por paralisia respiratória. Além disso, também pode danificar irreversivelmente as membranas das mucosas nasais se lá for inserida directamente.
Devido à sua toxicidade, deixou de ser utilizada.

### Medicinal
- As folhas produzem efeitos Diuréticoe Rubefaciente;[3]
- O caule e a raiz podem ser usados para tratar urticária;[3]
- Na Idade Média era usada por mendigos para criar chagas, a fim de suscitar a generosidade dos esmolentes.[4][11]
- Os caules chegaram a ser usados na Europa central para urdir cestas.[13][14]
- Pode ser utilizada, no âmbito da homeopatia, para tratar as pústulas.[12]
- Em França, chegou a ser usada para fumar, em jogos de rapazes.[15]

Princípios activos
Contém protoanemonina. Saponinas derivados do ácido oleanólico e da hederagenina.

## Taxonomia

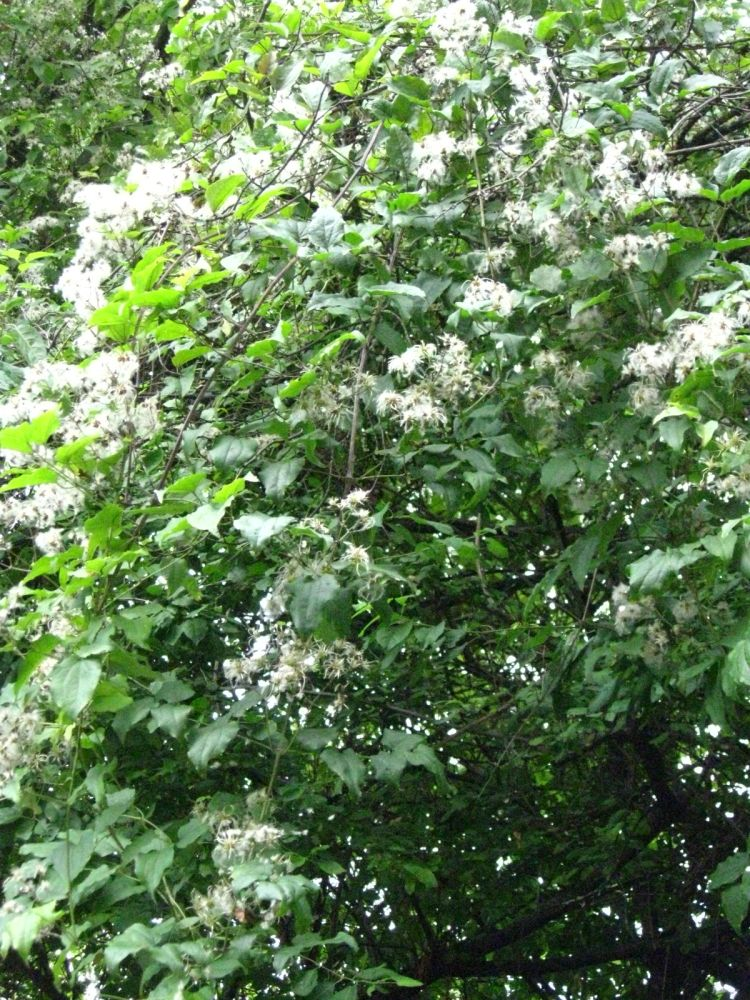
Vide-branca

A Clematis vitalba  foi descrita por Carlos Lineu e publicado na obra Species Plantarum 1: 544, em 1753.
Citologia
Números cromossomáticos da Clematis vitalba  (Fam. Ranunculaceae) e táxones infra-especificos: 2n=16

### Etimologia
- O nome genérico, Clematis, provém do grego antigo klɛmətis[19] (klématis), que significa «planta que trepa; vinca».[20]
- O epíteto específico, vitalba, por seu turno, é um substantivo latino que significa "da cor do vinho blanco".[21]

### Sinonímia
- Anemone vitalba (L.) K.Krause
- Clematis bannatica Schur
- Clematis bellojocensis Gand.
- Clematis crenata Jord.
- Clematis dumosa Salisb.
- Clematis dumosa Gand.
- Clematis odontophylla Gand.
- Clematis pilosa Dulac
- Clematis scandens Borkh.
- Clematis sepium Lam.
- Clematis taurica Besser ex Nyman
- Clematis transiens Gand.
- Clematitis vitalba (L.) Moench
- Viorna clematitis Garsault[22]